# إيفان دانيال لندن وميريام لندن

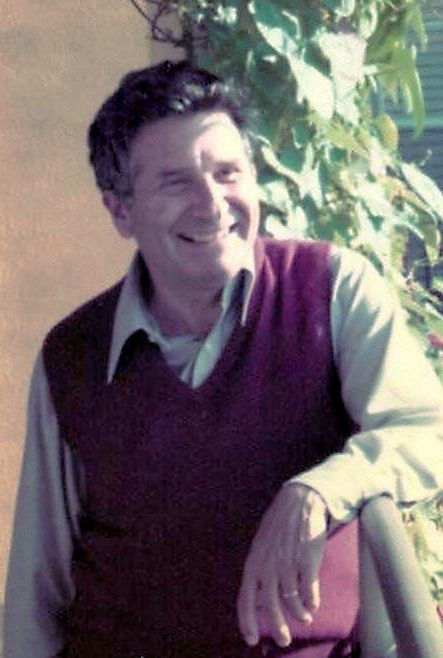
إيفان دانيال لندن

إيفان دانيال لندن (1913-1983) وميريام بي لندن (1923-2011) باحثان أمريكيان عُرفا بأبحاثهما حول النظم الاجتماعية للاتحاد السوفيتي وجمهورية الصين الشعبية على أساس مقابلات اللاجئين. وُلِد كلاهما في الولايات المتحدة لأبوين مهاجرين من أوكرانيا، التي كانت آنذاك جزءًا من روسيا ثم الاتحاد السوفيتي فيما بعد، وتعرضا لبيئة متعددة اللغات. بدأ كلاهما دراسته الأكاديمية في مجال العلوم الطبيعية. يبدو أن هذا التدريب المبكر في التخصصات العلمية كان له تأثير كبير على الأطروحات المنهجية التي ساهم بها إيفان لندن في مجال العلوم الاجتماعية، وعلى الأساليب التي طبقها وزوجته ميريام لندن في نهج المقابلات والمعالجة اللاحقة للمعلومات المجمعة. ركزت منشوراتهما خلال الجزء الأكبر من حقبة الحرب الباردة على مجال دراسات الصين المعاصرة، وعُدّت مثيرة للجدل إلى حد كبير من قبل الدوائر الأكاديمية السائدة لعلم الصينيات، لكن في الوقت الحاضر، بالكاد يمكن إنكار أن أبحاثهم كانت رائدة.

## إيفان دانيال لندن
ولد إيفان دانيال لندن في 8 يناير 1913 في فيلادلفيا بولاية بنسلفانيا (الولايات المتحدة)، حيث درس الرياضيات في جامعة تمبل وحصل على درجة البكالوريوس في عام 1935 بعد الخدمة العسكرية، إلا أنه اتجه إلى علم النفس بعد ذلك. حصل في عام 1945 على درجة الماجستير في هذا التخصص من جامعة نورث وسترن في إلينوي (الولايات المتحدة)، وحصل في عام 1950 على درجة الدكتوراه من جامعة تولين في نيو أورلينز (الولايات المتحدة). تناولت أطروحته الدكتوراه موضوع «المتقارب والمتشعب في علم النفس المنهجي».
تشير المنشورات المبكرة إلى أن الاهتمام الأكاديمي لإيفان لندن تركز بالكامل على حالة علم النفس في الاتحاد السوفيتي، لا سيما الشروط والإجراءات المستخدمة في مستشفيات الطب النفسي السوفياتي:
- مسح تاريخي لعلم النفس في الاتحاد السوفيتي.[4]
- علم النفس المعاصر في الاتحاد السوفياتي.[5]
- علم النفس والطب النفسي السوفياتي.[6]
- العلاج في مستشفيات الطب النفسي السوفياتي.[7]

انضم في عام 1950 إلى مركز الأبحاث الروسي في جامعة هارفارد، حيث عمل كباحث مشارك في «مشروع مقابلة اللاجئين في هارفارد حول النظام الاجتماعي للاتحاد السوفيتي» (مشروع مقابلة هارفارد لإميجري).
قبل إيفان لندن في أوائل عام 1952 منصب أستاذ مشارك في كلية بروكلين في جامعة مدينة نيويورك، حيث درّس علم النفس الاجتماعي، وعمل لاحقًا كأستاذ متفرغ، حتى وفاته في 12 أبريل 1983 في مدينة نيويورك. حصل إيفان لندن في عام 1960 أيضًا على شهادة الأخصائي النفسي في ولاية نيويورك.
أسس إيفان لندن وميريام لندن في كلية بروكلين مجموعة بحثية أصبحت فيما بعد «معهد أبحاث علم النفس السياسي». دُعي عدد من علماء الجامعات الأخرى إلى المعهد، للتعاون في المشاريع المقامة، وتحديدًا أوليغ أنيسيموف وهربرت إتش بيبر (1925-2012)، وجوردون إي بيترسون ونيكولاي بّي بولتوراتسكي (1921-1990)، وإيفان إيلاجين (1918-1987)، وفلاديمير سامارين (1913-1992)، وأفيري دي وايزمان (1913-2017) وآخرون. عُهد إلى إيفان دانيال لندن في عام 1953 بمشروع إنوود حول التواصل بين الثقافات، والذي انعكس نطاقه وأساليبه في المنشورات الستة التالية:
- المنشق الشاب الألماني الشرقي والسوفيتي: تقرير عن أوجه التشابه.[13]
- مذكرة عن العلوم السوفيتية.[14]
- العوامل غير الموضوعية وغير التقنية التي تؤثر على فعالية النداءات المعقولة الموجهة للجمهور السوفيتي.[15]
- صورة الدعاية السوفيتية للغرب.[16]
- ردود الفعل المتباينة للمنشقين الجدد والسابقين على موضوعات الدعاية المناهضة للسوفييت.[17]
- رد الفعل السوفياتي على تخفيض رتبة ستالين وبعض الاقتراحات للبث الأمريكي إلى الاتحاد السوفيتي.[18]

شُكلت خلال فترة ثلاث سنوات ونصف من ذلك المشروع، عينة من 425 مهاجرًا سوفيتيًا من «ألمانيا الغربية وتشيلي وأمريكا وبلدان أخرى» وقوبلوا «لاستبدال التقارير الانطباعية للأجانب، والإنتاج الدعائي للسلطات السوفيتية ببحث منهجي». تكونت عينة المهاجرين من (1) لاجئين غادروا الاتحاد السوفيتي طواعية خلال الحرب الأخيرة، (2) وعمال قسريون سابقون، ما يسمون بالأوستأربايتر وأسرى حرب، (3) ومنشقون فروا من القوات المسلحة السوفيتية أو الإدارة المهنية أثناء الحرب العالمية الثانية وبعدها، (4) وغير العائدين الذين أُرسلوا إلى الخارج بتكليف وقرروا عدم العودة إلى ديارهم. شكل المهاجرون بعد الحرب 40% من العينة، وما تبقى كانوا من المهاجرين في زمن الحرب. من الجدير بالذكر أن نتائج بحث مشروع إينوود «تباعدت بشكل ملحوظ في عدة جوانب» عن نتائج مشروع هارفارد حول النظام الاجتماعي السوفيتي.
تمكن إيفان لندن مع تقدم اجتثاث الستالينية خلال النصف الثاني من خمسينيات القرن العشرين، من إنشاء مجموعة واسعة من الاتصالات بين علماء النفس السوفييت، وأصبح خبيرًا بارزًا في علم النفس السوفيتي في الولايات المتحدة.
حول لندن الانتباه في عام 1963 إلى جمهورية الصين الشعبية، الدولة الكائنة خلف ما دعي ستار البامبو في شرق آسيا، الذي قابله ما دعي بالستار الحديدي في أوروبا، والذي زادت سهولة اختراقه.
تمكنوا بدعم جزئي من المؤسسات الخاصة بما في ذلك مؤسسة سميث ريتشاردسون، من دعم أبحاثهم حول الصين على مدى اثني عشر عامًا، بين عامي 1963-1975، إذ نظموا رحلات ميدانية سنوية لمدة شهرين إلى ثلاثة أشهر إلى هونغ كونغ وتايوان.

## ميريام لندن
ولدت ميريام لندن في فيلادلفيا باسم ميريام بولوتشنيك في 27 يونيو 1923، لعائلة عاشت في باريس لبضع سنوات قبل أن تهاجر العائلة في عام 1914 مع الابن الصغير موريس إلى الولايات المتحدة.
عقدت ميريام العزم على الحصول على شهادة جامعية، ونجحت في الحصول على منح دراسية وجوائز زمالة مولت تعليمها العالي بالكامل. حصلت في سن العشرين على درجة البكالوريوس في الكيمياء من جامعة بنسلفانيا، إذ كانت طالبة ممتازة وانتخبت لعضوية فاي بيتا كابا. حصلت بعد عام واحد على درجة الماجستير في كلية رادكليف للدراسات العليا، في قسم الدراسات السلافية بجامعة هارفارد.
عُينت في أوائل عام 1945 مساعدة إدارية في هيئة السلك الدبلوماسي، وأرسلت إلى إيطاليا للانضمام إلى البعثة التي ستصبح سفارة الولايات المتحدة في فيينا في النمسا. أتقنت اللغتين الروسية والفرنسية خلال إقامتها التي استمرت لمدة عام ونصف في أوروبا، واكتسبت خبرة كمترجمة روسية، ودرست اللغة الألمانية، وسافرت عدة مرات أيضًا.
التقت بإيفان دانيال لندن بعد عودتها إلى الولايات المتحدة في عام 1946، وتزوجته في عام 1947. أكملت دوراتها بين عامي 1948-1950 للحصول على درجة الدكتوراه في جامعة شيكاغو. لم تكمل ميريام لندن أطروحتها وبدلًا من ذلك رافقت زوجها إلى مركز أبحاث هارفارد حيث عملت لاحقًا أيضًا.
ذهبت معه إلى نيويورك في عام 1952، حيث عملت كمساعدة بحثية في كلية بروكلين ودرّست اللغة الروسية أيضًا لبعض الوقت. شاركت ميريام لندن أيضًا في مشروع إنوود للتواصل بين الثقافات. شاركت في إطار هذا المشروع البحثي في تأليف عدد من المقالات والتقارير الخاصة بزوجها.
- ثلاث دراسات سريعة عن التواصل بين الثقافات.[22]
- دراسة حالة حول مصداقية البحث عن الشعوب الأجنبية.
- تقييم المستجيبين المطبق على تحليل الاقتباس: دراسة حالة.
- دراسة بحثية لمشروع هارفارد حول النظام الاجتماعي السوفيتي. الاستبيان الأساسي المكتوب.

فكر الزوجان في توسيع أبحاثهم إلى شرق آسيا عندما جذبت الصين انتباههما في أوائل ستينيات القرن العشرين، فدرست ميريام لندن اللغة الصينية العامية لدعم هذا المشروع. بلغت مستوى أساسي من الطلاقة في اللغة الصينية على مر السنوات، ما زاد من طلاقتها في الفرنسية والروسية بالإضافة إلى لغتها الإنجليزية الأم.